# Летње параолимпијске игре 1996.
Летње параолимпијске игре 1996. у Атланти, Џорџија, Сједињене Америчке Државе, одржане су од 16. до 25. августа. То је била прва Параолимпијада која је добила спонзорство масовних медија  и имала је буџет од 81 милион долара . 
То су биле прве Параолимпијске игре на којима су спортисти Међународне спортске федерације за особе са интелектуалним инвалидитетом добили пун статус медаље. 

## Избор домаћина
Андрев Флеминг, извршни директор Организационог одбора Параолимпијских игара у Атланти (АПОЦ), истакао је важну улогу Алана Шепарда, оснивача Шепард центра, болнице посвећене рехабилитацији жртава повреда кичме. Шепард је допринео подизању свести о особама са инвалидитетом и њиховим правима, што је имало велики значај за организацију Параолимпијских игара.
Непланираност Параолимпијских игара 1996. године у Атланти, до марта 1992. било је веома неизвесно да ли ће се Летње параолимпијске игре одржати у Атланти, јер првобитни план организације Олимпијских игара није укључивао Параолимпијаду. Игре су требале да буду одржане две недеље након завршетка Олимпијских игара, али није било довољно координације између два организациона одбора.
Проблеми са координацијом и финансијама, организациони комитет за Олимпијске игре (АОЦОГ) био је дезорганизован, а финансијска питања су претила одржавању Параолимпијских игара. У том периоду (1990-1992), породица Шепард је приметила да је одржавање Параолимпијаде у Атланти било угрожено због недостатка интересовања од стране локалних власти, спонзора Олимпијских игара и великих корпорација из града.
План "Б" и међународни утицај, постојала је могућност да се Параолимпијске игре преместе у Велику Британију уколико Атланта не буде могла да буде домаћин. Међународни параолимпијски комитет (МПК) је разматрао ову опцију као резервни план, што је додатно подстакло Атлантски организациони комитет да реши постојеће проблеме.
Модел Лос Анђелеса 1984. године, Флеминг је указао на то да је Атланта усвојила нискобуџетни модел који је коришћен током Летњих олимпијских игара у Лос Анђелесу 1984. године. Међутим, тада је Лос Анђелес "заборавио" Параолимпијаду, због чега је она одржана у Њујорку и Стоук Мандевилу у Великој Британији.
Пример Барселоне 1992. За разлику од Лос Анђелеса, Барселона је 1987. године донела одлуку да организује и Олимпијске и Параолимпијске игре у оквиру истог организационог комитета. Овај потез Барселоне створио је притисак на америчке организаторе да се побрину за ефикасније управљање и сарадњу између два догађаја. Промоција и визуелни идентитет, упркос изазовима, Параолимпијске игре су почеле да стичу свој визуелни идентитет и присуство на међународној сцени, што је било од кључног значаја за њихову будућност и одржавање у Атланти.
Године 1990. када је Атланта добила права да буде домаћин Летњих олимпијских игара 1996., група коју су предводили Флеминг и матријар породице Шепард је напорно радила на креирању и подношењу понуде за Параолимпијске игре, пројекат који је трајао годину и по дана. Флеминг је напоменуо да су олимпијски организатори били скептични у погледу одржавања Параолимпијских игара пола недеље након Олимпијаде и да нису желели да се обавежу на њих. Сходно томе, постизање планираног буџета од скоро 80 милиона долара било је изазовно, јер Параолимпијским играма недостају финансијска средства и продаја медијских права.
Истраживање тржишта, Флеминг је истакао да је истраживање тржишта открило да само 2% становника Атланте зна за Параолимпијске игре, што је упоредиво са 4% који су знали за Омладинске игре у Атланти. Овај податак је постао јавност 1991. године и довео до тензија унутар Олимпијског комитета. Да би избегли оштећење имиџа, Олимпијски комитет Атланте је одлучио да дискретно подржи Параолимпијске игре новчаним донацијама и помоћ у одређеним областима организације. Активности Алана Шепарда након што је ситуација постала озбиљна, Алана Шепард, суоснивач Шепард центра, покренула је кампању за обезбеђивање одржавања Параолимпијских игара у Атланти 1996. године.
Прихватање понуде од стране МПК-а, након што је Међународни параолимпијски комитет (МПК) прихватио понуду Атланте за домаћинство, Шепард је агресивно тражила подршку од великих компанија како би обезбедила спонзоре и повећала видљивост Параолимпијских игара.
У извештајима штампе из тог времена описана је драстична ситуација у којој је Организациони комитет Параолимпијских игара почео са радом у малом подруму у Шепард центру због недостатка средстава за изнајмљивање пословног простора. Након слања завршних докумената и предлога у Белгију крајем 1990. године и склапања неформалних споразума следеће године, Комитет Шепард центра провео је 1,5 годину развијајући свој предлог, који је званично представљен током Зимских параолимпијских игара 1992. у Тињу, Француска.

## Последице
Порука Самаранчу и МОК-у, Андрев Флеминг и Алана Шепард верују да је кључна порука о важности Параолимпијских игара била примљена од стране Хуана Антонија Самаранча и Међународног олимпијског комитета (МОК). Након Атланте 1996, МОК је одлучио да не прихвата кандидатуре градова за домаћине Олимпијских игара осим ако не укључују и планове за Параолимпијске игре. Промена правила МОК-а, од Летњих олимпијских игара 2000. године, свака кандидатура за Олимпијаду морала је да предвиди организацију Параолимпијских игара. Ово је постало званична политика МОК-а. Иако Сиднеј првобитно није намеравао да буде домаћин Параолимпијских игара, током процеса кандидатуре променио је став и обавезао се да ће једнако третирати оба догађаја. Ово је укључивало заједничко планирање у областима као што су финансирање, логистика, безбедност и маркетинг, што је резултирало успехом Игара.
Проблеми са буџетом на Параолимпијским играма у Атланти 1996. навели су МОК да прегледа своје управљање. Године 1993, МОК и Међународни параолимпијски комитет су потписали заједнички протокол којим су обавезали градове који се пријављују за домаћине Олимпијских игара да укључе и Параолимпијске игре у своје планове. Солт Лејк Сити је 2002. године преузео обавезу да буде домаћин и Зимских Параолимпијских игара. Многи други градови који су се кандидовали за Летње олимпијске игре 2004. такође су усвојили модел заједничког управљања за оба догађаја.
Пет година касније, након великог и невиђеног успеха Зимских параолимпијских игара 1998. и Летњих параолимпијских игара 2000. Године 2001. након промене Олимпијске повеље, Међународни параолимпијски комитет је постао делотворан сарадник Међународног олимпијског комитета, а његов председник је постао обавезни члан МОК-а. Тиме је потписан уговор о сарадњи неформално под називом „Један град, два догађаја“ и од тада би исти град и исти Организациони комитет били задужени за Олимпијске игре и Параолимпијске игре исте године, и овај концепт је започет да се користи током процеса који је довео Пекинг до победе у процесу за домаћина Летњих олимпијских игара 2008 .  

## Инциденти
Поред организационих и финансијских питања између два комитета, појавиле су се и друге потешкоће када су параолимпијски спортисти стигли у Олимпијско село . Прве делегације које су се регистровале изразиле су незадовољство стањем смештаја, доступношћу хране, а посебно логистиком између села и места одржавања због проблема удаљености и приступачности. Ови проблеми нису први пријављени у „прелазном периоду“ од 5. до 16. августа.

## Медаље
На играма у Атланти додељене су укупно 1574 медаље: 517 златних, 516 сребрних и 541 бронзаних. Земља домаћин, Сједињене Америчке Државе, на врху је са укупно 157 медаља. Немачка је освојила највише сребрних медаља, са 58. 